# 库特南
库特南（法語：Couthenans，法語發音：[kutnɑ̃]）是法国上索恩省的一个市镇，属于吕尔区。

## 地理
库特南（47°35'26"N, 6°43'31"E）面积1.64 平方千米，位于法国勃艮第-弗朗什-孔泰大區上索恩省，该省份为法国东部内陆省份，北起顺时针与孚日省、贝尔福地区省、杜省、汝拉省、科多尔省和上马恩省接壤。
与库特南接壤的市镇（或旧市镇、城区）包括：吕兹、夸斯沃、埃里库尔。

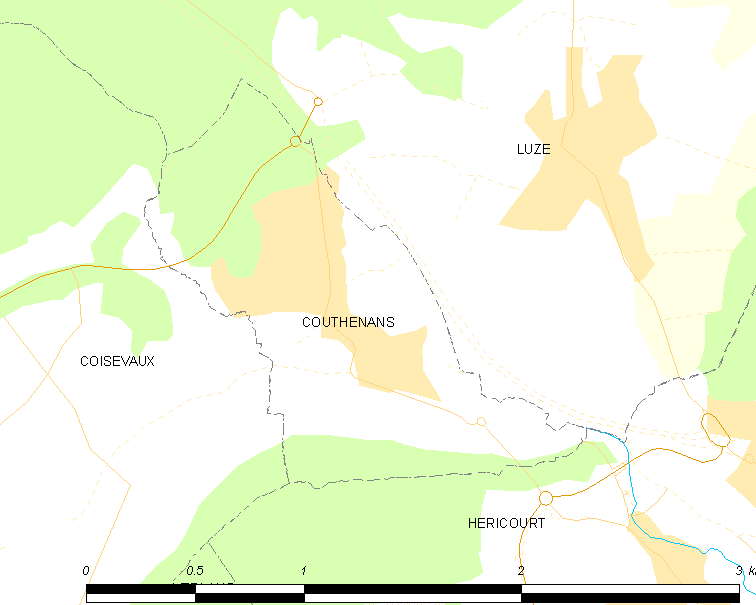
库特南的OSM定位图

库特南的时区为UTC+01:00、UTC+02:00（夏令时）。

## 行政
库特南的邮政编码为70400，INSEE市镇编码为70184。

## 政治
库特南所属的省级选区为埃里库尔第二县。

## 人口

1962-2008年间库特南人口变化图示

库特南于2022年1月1日时的人口数量为714人。